# Иосиф (Ильицкий)
Архимандрит Иосиф (в миру Иоанн Ильицкий; 1759, село Белоусовка, Золотоношский уезд, Полтавская губерния — 9(20) сентября 1824, Полтава) — архимандрит полтавского Крестовоздвиженского монастыря.

## Биография
Родился в семье священника. Окончил Киевскую духовную академию.
Овдовел при самом рукоположении в дьякона. В 1781 году постригся в монашество.
Служил архидьяконом при Киевском митрополите Самуиле Миславском в Софийском кафедральном соборе, затем был переведён в Александро-Невскую лавру иеродиаконом с правом преподавать Закон Божий в Сухопутном шляхетском корпусе.
В 1794 году посвящён в иеромонахи и отправлен Екатериной II в Ютландию, к находившемся в Горсенсе, под датским присмотром, детям Анны Леопольдовны и герцога Брауншвейг—Люнебургского Антона Ульриха. Его характеристика принца и принцессы сохранена Дмитрием Бантыш-Каменским («Словарь», т. 2, изд., 1836). Там он прожил до 1802 года.
В 1802 году возведён в сан архимандрита, он был назначен настоятелем Вяжицкого Николаевского монастыря.
В 1804 году назначен настоятелем Лубенского монастыря.
С 13 февраля 1812 года — архимандрит Полтавского Крестовоздвиженского монастыря, где и скончался.